# Лі Дачжао
Лі Дачжао (кит.: 李大钊, 29 жовтня 1889 – 28 квітня 1927) – був китайським інтелектуалом і революціонером, який брав участь у Руху нової культури в перші роки Китайської Республіки, заснованої в 1912 році. Був співзасновником Комуністична партія Китаю (КПК) з Чень Дусю в липні 1921 р. Допоміг побудувати єдиний фронт між КПК і Націоналістична партія Сунь Ятсена (Гоміньдан) на початку 1924 року. Під час Північної експедиції Лі був заарештований, а потім страчений полководцем Чжан Цзолінем у Пекіні в квітні 1927 року.